# Charles Gad Strasser
Charles Gad Strasser (23. dubna 1927 Ejn Charod – 10. června 2024) byl válečný veterán, profesionální fotograf a filantrop.

## Život

### Mládí
Jeho otec Hans Strasser pocházel z Ústí nad Labem. S Charlesovou matkou Hannou Gottlieb se seznámil v Německu. Brzy poté odcestovali do Britského mandátu Palestiny. Zde se připojili ke kibucu Bet Alfa. Charles Strasser se poté narodil v blízké nemocnici v Ejn Charodu. V jeho čtyřech měsících se rodina přestěhovala do Československa, kde se usadila v Teplicích. V roce 1938 jako židovské dítě i s rodinou opustil Československo, a to ještě před začátkem evakuačních transportů židovských dětí organizovaných Nicholasem Wintonem.

### Po vstupu do Československé armády
V 17 letech, po dokončení střední školy, vstoupil v roce 1944 dobrovolně do Československé armády ve Spojeném království. Byl zařazen do Československé samostatné obrněné brigády, účastnil se bojů u francouzského Dunkerku. Byl členem československé delegace tribunálu soudícího válečné zločince v Norimberku, kde osm měsíců připravoval dokumenty pro převoz zajatých důstojníků SS do Československa a Polska, aby tam mohli být souzeni.
V civilu se živil jako profesionální fotograf a také se věnoval investicím, které mu umožnily stát se jedním z nejbohatších mužů Anglie. Věnoval se i charitě. Žil na Jersey, byl členem Rotary Clubu.
V červnu 2000 ho britská královna Alžběta II. za jeho celoživotní charitativní činnost vyznamenala Řádem britského impéria.
V roce 2012 obdržel Záslužný kříž ministra obrany České republiky III. stupně a před Vánocemi 2023 Kříž obrany státu ministra obrany České republiky.